# Orwell (Cambridgeshire)
Pour les articles homonymes, voir Orwell.
Orwell est une paroisse civile et un village du Cambridgeshire, en Angleterre.